# Solsona (Catalogne)
Pour les articles homonymes, voir Solsona.
Solsona est une commune de la comarque du Solsonès, dans la Province de Lleida (Lérida, en castillan), en communauté autonome espagnole de Catalogne. c'est la capitale du Solsonès.

## Géographie
- 1Carte dynamique
- 2Carte Openstreetmap
- 3Carte topographique
- 4Carte avec les communes environnantes

Commune située dans les Pyrénées

## Histoire
En 1655, pendant la guerre des faucheurs eut lieu la bataille de Solsona (ca).
En 1812, sous l'occupation napoléonienne de la Catalogne, Solsona a été une des deux sous-préfectures (avec Talarn) du département français du Sègre, dont le chef-lieu était Puycerda.

## Économie
Solsona est le lieu d'implantation de "Pallares Solsona", coutellerie très connue en Espagne, existant depuis 1917. Cette entreprise produit, outre des haches, des fourches, des machettes, des ciseaux... et des couteaux de cuisine, de petits canifs aux manches de nylon jaune translucide et aux lames très coupantes que l'on trouve sur les marchés.

## Personnalités
- Adolf Mas i Ginesta